# Oligonychus menezesi
Oligonychus menezesi är en spindeldjursart som beskrevs av Flechtmann 1981. Oligonychus menezesi ingår i släktet Oligonychus och familjen Tetranychidae. Inga underarter finns listade i Catalogue of Life.